# Worth (Nowy Jork)
Worth – miasto w Stanach Zjednoczonych, w stanie Nowy Jork, w hrabstwie Jefferson.